# Kibédi Varga Sándor (újságíró)
Kibédi Varga Sándor, eredetileg Varga Sándor (Marosvásárhely, 1946. október 14. – Budapest, 2015. május 17. ) erdélyi származású újságíró, író, tanár.

## Életútja
A marosvásárhelyi Pedagógiai Főiskola román–magyar szakának elvégzése után öt évig falusi általános iskolákban tanított. 1978-ban újságíró lett a Maros megyei Vörös Zászlónál: a művelődési rovat szerzőjeként recenziókat, színikritikákat írt. Négy év múlva a Bukarestben szerkesztett központi magyar napilap, az Előre tudósítója lett. 1988. május 1-jén Karlovy Varyba indult pihenni, de nem érkezett meg, mert Budapesten leszállt a vonatról.
Az „új hazában” az újságírói hivatást folytatta, de a Varga Sándor nevet kiegészítette a Kibédi előnévvel, ugyanis meg kellett különböztetnie magát a hasonló nevű kollégától. Más indítéka is volt: közeli rokonai, akik az első világháború után érkeztek Budapestre, szintén ezt az előnevet vették fel. Apja unokatestvére, az 1902-ben Szentgericén született, 1986-ban Münchenben elhunyt Kibédi Varga Sándor a kolozsvári filozófiai iskola neves képviselője volt.
Négy évig dolgozott a Magyar Rádióban, az egymilliós példányszámú RTV Újságnál, majd nyolc évig a Kurír című országos politikai napilapnál. Sokáig parlamenti tudósító is volt. Különböző időszakokban a Mai Nap, az Új Magyarország és a 168 Óra című hetilap állandó külső munkatársának mondhatta magát. 1999-ben az MTI Kiadói Kft. szerződtette, majd hamarosan ismét tanár lett. Nyugdíjazásáig, 2006-ig, magyar nyelvet és irodalmat tanított egy újpesti általános iskolában.

## Munkássága
Újságírói pályájával párhuzamosan, 1973 és 1982 között körülbelül száz novellája jelent meg, főleg az Utunk című kolozsvári szépirodalmi hetilapban. 1979-ben színpadi művel szerepelt az Utunk Évkönyvében. 1986-ban rövidprózával szerepelt a Kriterion Könyvkiadó Ajtók című antológiájában. 2001-ben a marosvásárhelyi Impress Kiadó elkészítette A megváltás ezután következik című novelláskötetét. Egy pesti alapítvány felhívására szociográfiát írt az 1990-es rendszerváltás előtt Magyarországra menekült több mint háromszázezer erdélyiről. 1998-ban részt vett a Másság Alapítvány cigányellenes diszkriminációkat feltáró Ácsi! című riportkötetének (Osiris Kiadó) készítésében. Az Üveghegyen túl – Erdélyi ki- és bevándorlók az ezredfordulón című kötetét a Mentor Kiadó gondozta és publikálta 2009-ben. 2015-ben a K.u.K. Kiadó jelentett meg A tizenöt éves gerilla című, szociografikus elemekben gazdag regényét.
2002-ben megírta munkahelyének, a Langlet Valdemar Általános és Felnőttképző Iskolának centenáriumi évkönyvét (az intézmény névadója a svéd vöröskereszt zsidómentő főtitkára volt Budapesten, a vészkorszak idején).

## Kötetei
- A megváltás ezután következik; Impress, Marosvásárhely, 2001
- Az üveghegyen túl. Erdélyi ki- és bevándorlók az ezredfordulón; Mentor, Marosvásárhely, 2009
- A tizenöt éves gerilla. Regény; K.u.K., Bp., 2015